# قائمة أنواع النعناع الدغلي
يوجد عدة أنواع من جنس النعناع الدغلي:	
- نعناع دغلي إسفيني (الاسم العلمي:Hyptis cuneata)
- نعناع دغلي إصبعي (الاسم العلمي:Hyptis digitata)
- نعناع دغلي إيموري (الاسم العلمي:Hyptis emoryi)
- نعناع دغلي أبيض (الاسم العلمي:Hyptis albida)
- نعناع دغلي أجمي (الاسم العلمي:Hyptis caespitosa)
- نعناع دغلي أمريكي (الاسم العلمي:Hyptis americana)
- نعناع دغلي أنيق (الاسم العلمي:Hyptis elegans)
- نعناع دغلي بنفسجي (الاسم العلمي:Hyptis violacea)
- نعناع دغلي بيضاوي (الاسم العلمي:Hyptis ovata)
- نعناع دغلي جنوبي (الاسم العلمي:Hyptis australis)
- نعناع دغلي حرجي (الاسم العلمي:Hyptis silvestris)
- نعناع دغلي حريري (الاسم العلمي:Hyptis sericea)
- نعناع دغلي حلو الرائحة (الاسم العلمي:Hyptis suaveolens)
- نعناع دغلي خادع (الاسم العلمي:Hyptis fallax)
- نعناع دغلي رباعي الروؤس (الاسم العلمي:Hyptis tetracephala)
- نعناع دغلي رملي (الاسم العلمي:Hyptis arenaria)
- نعناع دغلي روؤيسي (الاسم العلمي:Hyptis capitata)
- نعناع دغلي زغبي (الاسم العلمي:Hyptis villosa)
- نعناع دغلي شجري (الاسم العلمي:Hyptis arborescens)
- نعناع دغلي صرودي (الاسم العلمي:Hyptis alpestris)
- نعناع دغلي ضيق الأوراق (الاسم العلمي:Hyptis angustifolia)
- نعناع دغلي طويل الأوراق (الاسم العلمي:Hyptis longifolia)
- نعناع دغلي عديم الرائحة (الاسم العلمي:Hyptis inodora)
- نعناع دغلي غامض (الاسم العلمي:Hyptis dubia)
- نعناع دغلي فضي (الاسم العلمي:Hyptis argentea)
- نعناع دغلي فضي الأوراق (الاسم العلمي:Hyptis argyrophylla)
- نعناع دغلي قراصي (الاسم العلمي:Hyptis urticoides)
- نعناع دغلي قرمزي (الاسم العلمي:Hyptis coccinea)
- نعناع دغلي قطرمي الأوراق (الاسم العلمي:Hyptis nepetifolia)
- نعناع دغلي كوبي (الاسم العلمي:Hyptis cubensis)
- نعناع دغلي كولومبي (الاسم العلمي:Hyptis colombiana)
- نعناع دغلي لبدي (الاسم العلمي:Hyptis tomentosa)
- نعناع دغلي لين (الاسم العلمي:Hyptis mollis)
- نعناع دغلي متجمع (الاسم العلمي:Hyptis glomerata)
- نعناع دغلي متطاول (الاسم العلمي:Hyptis elongata)
- نعناع دغلي متغاير الأوراق (الاسم العلمي:Hyptis heterophylla)
- نعناع دغلي متنوع الأوراق (الاسم العلمي:Hyptis diversifolia)
- نعناع دغلي متوسط (الاسم العلمي:Hyptis intermedia)
- نعناع دغلي مجدول (الاسم العلمي:Hyptis verticillata)
- نعناع دغلي مخطط (الاسم العلمي:Hyptis stricta)
- نعناع دغلي مخملي (الاسم العلمي:Hyptis velutina)
- نعناع دغلي مروح (الاسم العلمي:Hyptis odorata)
- نعناع دغلي مزهر (الاسم العلمي:Hyptis florida)
- نعناع دغلي مسود (الاسم العلمي:Hyptis nigrescens)
- نعناع دغلي مضغوط (الاسم العلمي:Hyptis compacta)
- نعناع دغلي مفرض (الاسم العلمي:Hyptis crenata)
- نعناع دغلي مملد (الاسم العلمي:Hyptis viminea)
- نعناع دغلي مميز (الاسم العلمي:Hyptis eximia)
- نعناع دغلي منتشر (الاسم العلمي:Hyptis diffusa)
- نعناع دغلي هافاناوي (الاسم العلمي:Hyptis havanensis)
- نعناع دغلي ورقي (الاسم العلمي:Hyptis foliosa)
- (الاسم العلمي:Hyptis actinocephala)
- (الاسم العلمي:Hyptis acutifolia)
- (الاسم العلمي:Hyptis adamantium)
- (الاسم العلمي:Hyptis adpressa)
- (الاسم العلمي:Hyptis alata)
- (الاسم العلمي:Hyptis althaeifolia)
- (الاسم العلمي:Hyptis alutacea)
- (الاسم العلمي:Hyptis amaurocaulis)
- (الاسم العلمي:Hyptis ammotropha)
- (الاسم العلمي:Hyptis ampelophylla)
- (الاسم العلمي:Hyptis angulosa)
- (الاسم العلمي:Hyptis anitae)
- (الاسم العلمي:Hyptis apertiflora)
- (الاسم العلمي:Hyptis argutifolia)
- (الاسم العلمي:Hyptis aristata)
- (الاسم العلمي:Hyptis armillata)
- (الاسم العلمي:Hyptis asperifolia)
- (الاسم العلمي:Hyptis asteroides)
- (الاسم العلمي:Hyptis atrorubens)
- (الاسم العلمي:Hyptis bahiensis)
- (الاسم العلمي:Hyptis balansae)
- (الاسم العلمي:Hyptis besckeana)
- (الاسم العلمي:Hyptis bicolor)
- (الاسم العلمي:Hyptis bombycina)
- (الاسم العلمي:Hyptis brachiata)
- (الاسم العلمي:Hyptis brachypoda)
- (الاسم العلمي:Hyptis brevipes)
- (الاسم العلمي:Hyptis caduca)
- (الاسم العلمي:Hyptis calida)
- (الاسم العلمي:Hyptis capitellata)
- (الاسم العلمي:Hyptis caprariifolia)
- (الاسم العلمي:Hyptis cardiophylla)
- (الاسم العلمي:Hyptis carpinifolia)
- (الاسم العلمي:Hyptis carvalhoi)
- (الاسم العلمي:Hyptis chacapoyensis)
- (الاسم العلمي:Hyptis chamissonis)
- (الاسم العلمي:Hyptis chyliantha)
- (الاسم العلمي:Hyptis cinerascens)
- (الاسم العلمي:Hyptis colligata)
- (الاسم العلمي:Hyptis collina)
- (الاسم العلمي:Hyptis colubrimontis)
- (الاسم العلمي:Hyptis complicata)
- (الاسم العلمي:Hyptis conferta)
- (الاسم العلمي:Hyptis coriacea)
- (الاسم العلمي:Hyptis corrugata)
- (الاسم العلمي:Hyptis corymbosa)
- (الاسم العلمي:Hyptis crassifolia)
- (الاسم العلمي:Hyptis crassipes)
- (الاسم العلمي:Hyptis cretata)
- (الاسم العلمي:Hyptis crinita)
- (الاسم العلمي:Hyptis cruciformis)
- (الاسم العلمي:Hyptis cuniloides)
- نعناع دغلي سنمي (الاسم العلمي:Hyptis cymosa)
- (الاسم العلمي:Hyptis cymulosa)
- (الاسم العلمي:Hyptis decipiens)
- (الاسم العلمي:Hyptis delicatula)
- (الاسم العلمي:Hyptis deminuta)
- (الاسم العلمي:Hyptis desertorum)
- (الاسم العلمي:Hyptis dictyodea)
- (الاسم العلمي:Hyptis dilatata)
- (الاسم العلمي:Hyptis discolor)
- (الاسم العلمي:Hyptis ditassoides)
- (الاسم العلمي:Hyptis divaricata)
- (الاسم العلمي:Hyptis domingensis)
- (الاسم العلمي:Hyptis dumetorum)
- (الاسم العلمي:Hyptis duplicata)
- (الاسم العلمي:Hyptis duplicatodentata)
- (الاسم العلمي:Hyptis elata)
- (الاسم العلمي:Hyptis eriocauloides)
- (الاسم العلمي:Hyptis eriocephala)
- (الاسم العلمي:Hyptis eriophylla)
- (الاسم العلمي:Hyptis erythrostachys)
- (الاسم العلمي:Hyptis escobilla)
- (الاسم العلمي:Hyptis fasciculata)
- (الاسم العلمي:Hyptis ferruginosa)
- (الاسم العلمي:Hyptis floribunda)
- (الاسم العلمي:Hyptis frondosa)
- (الاسم العلمي:Hyptis fruticosa)